# Pequeño Alpamayo
Ne doit pas être confondu avec Alpamayo.
Le Pequeño Alpamayo (ou Alpamayo Chico ou encore Fabulosa), littéralement « Petit Alpamayo », nommé pour sa similitude avec la face moins connue de l'Alpamayo au Pérou, est un sommet situé dans le massif Condoriri, dans le départament de La Paz. Il s'élève à 5 410 m d'altitude.
Ce sommet est l'un des plus populaires du secteur, non seulement à cause de son arête sinueuse, qui conduit à son sommet, mais également parce qu'il s'élève sur les vallées profondes qui viennent de la Yungas (le secteur occidental de la forêt amazonienne de Bolivie), quelques milliers de mètres en contrebas, contrastant avec la faible pente caractéristique de l'altiplano, qui s'étend au nord et à l'ouest.
Il se trouve à quelques heures de route de la capitale, La Paz.